# Universo de Pokémon
O Universo de Pokémon é um universo fictício em que existe dentro dos jogos eletrônicos, anime e mangá da franquia Pokémon, publicado pela The Pokémon Company, Nintendo, Game Freak e Creatures, Inc.. Na maioria dos jogos e mangás, assim como nos animes, o universo de Pokémon é ambientado no entorno da realidade virtual, uma alternativa à modernidade, mas ao contrário do mundo real, vivem lá os Pokémon–criaturas que as pessoas que se autodenominam treinadores Pokémon treinam para lutar contra os Pokémon de outros treinadores. As lutas acontecem até que um dos Pokémon fique inconsciente ou seu treinador se renda–até a morte. Como regra, treinadores fortes e experientes são respeitados. Em alguns jogos, o mundo do jogo é significativamente diferente: por exemplo, no mundo do jogo Pokémon Mystery Dungeon: Blue Rescue Team e Red Rescue Team, apenas Pokémon vivos que criaram sua própria civilização, e no Pokémon Trading Card Game, eles são substituídos por cartas usado no jogo de cartas colecionáveis.

## Concepção
Tajiri teve a ideia de Pokémon por volta de 1989 ou 1990, quando o Game Boy foi lançado. O conceito do universo de Pokémon foi inspirado no passatempo do diretor executivo Satoshi Tajiri de colecionar insetos quando era criança. Os jogadores dos jogos são chamados de Treinadores Pokémon e dois dos principais objetivos (na maioria dos jogos Pokémon) para os Treinadores são: completar a Pokédex, capturando todas as espécies Pokémon disponíveis; e treinar seu time de Pokémon para competir contra o time de outros Treinadores e, eventualmente, se tornar o mais forte Treinador: um Mestre Pokémon. O conceito de capturar, treinar e batalhar estão presentes em quase todas as versões da franquia Pokémon, incluindo nos jogos, no anime e na série de mangá, e no jogo de cartas.
Na maioria dos jogos de Pokémon, um Treinador que encontra um Pokémon selvagem é capaz de capturá-lo através de um objeto esférico chamado Pokébola. Se o Pokémon não escapar da Pokébola, ele é considerado oficialmente do Treinador. Em seguida, o Pokémon irá obedecer todos os comandos do seu mestre, a menos que o Treinador não tenha muita experiência, a ponto dele preferir agir por conta própria. Os Treinadores podem mandar seus Pokémon para batalhas contra outros Pokémon; se o Pokémon adversário é selvagem, é possível capturá-lo com uma Pokébola, aumentando o seu time de Pokémon. No entanto, os Pokémon já pertencentes a outros Treinadores não podem ser capturados, exceto sob circunstâncias especiais em certos jogos. Se um Pokémon derrota o adversário durante uma batalha, então o oponente é nocauteado (ou seja, "desmaia"). O Pokémon vencedor ganha pontos de experiência e, às vezes, pode subir de nível. Quando um Pokémon sobe de nível, as suas estatísticas de batalha são aumentadas. Os Pokémon também podem aprender novos ataques, que são técnicas usadas nas batalhas. Além disso, muitas espécies de Pokémon possuem a capacidade de evoluir e se transformar em uma espécie mais forte.
Nas séries principais, o modo single-player de cada jogo requer que o Treinador tenha um time Pokémon para derrotar muitos Treinadores não jogáveis (NPC) e seus Pokémon. Cada jogo apresenta um caminho linear através de uma região específica do mundo Pokémon para o Treinador viajar, competindo em eventos e batalhando contra oponentes ao longo do caminho. Cada jogo possui oito Treinadores especialmente fortes, referidos como Líderes de Ginásio, que o Treinador deve derrotar a fim de progredir. Como recompensa, o Treinador recebe uma Insígnia de Ginásio e, conseguido todas as oito insignias, aquele Treinador pode batalhar na Liga Pokémon da região. Na Liga Pokémon se encontram quatro Treinadores imensamente talentosos (referidos coletivamente como "Elite Four"), que desafiam o Treinador para quatro batalhas Pokémon sucessivas. Se o Treinador conseguir derrotá-los, ele deve desafiar o Campeão Regional, o Treinador Mestre que, anteriormente, venceu a Elite Four. Qualquer Treinador que vence essa última batalha se torna o novo campeão.
Na sétima geração (Sun & Moon e UltraSun & UltraMoon), os tradicionais líderes de ginásios foram substituídos por Trial Captains (Capitão da Prova) que, com o mesmo intuito dos ginásios, possuem desafios, puzzles e batalhas para que o treinador possa prosseguir em sua jornada. A sétima geração manteve o conceito de Elite Four (Elite dos Quatro) e Champion League (Liga do Campeão).

## Conceito

Mewtwo, uma criatura modificado pelos humanos, clone evoluído do Mew, considerado mais forte Pokémon até a segunda geração.

Pokémon são uma classe de criaturas inspiradas em animais reais, insetos, objetos, plantas ou criaturas mitológicas. Os jogadores assumem o papel de Treinadores Pokémon e têm três objetivos gerais: completar o Pokédex coletando todas as espécies Pokémon disponíveis encontradas, treinar uma equipe de Pokémon poderosos daqueles que eles capturaram para competir contra outros treinadores. O objetivo final do jogo é vencer a Liga Pokémon e se tornar o campeão regional. O tema de colecionar, treinar e lutar está presente em quase todas as versões da franquia Pokémon, incluindo jogos, séries de anime e mangá e o jogo de cartas colecionáveis Pokémon.
Na saga principal, o jogador empreenderá uma jornada em que deverá percorrer uma região específica do mundo Pokémon. Em certas cidades, há uma série de treinadores poderosos, conhecidos como Líderes de Ginásio, que o treinador deve derrotar para obter as medalhas de ginástica e progredir. Assim que todas as medalhas da região forem coletadas, o treinador pode desafiar a Liga Pokémon da região, onde quatro dos melhores treinadores o aguardam que ele deve enfrentar para obter o título de Campeão.
A saga também tem arcos de enredo secundários: na maioria dos títulos, há uma equipe antagônica, uma gangue cujos planos estão relacionados ao tráfico, exploração ou maus-tratos de Pokémon e que o jogador deve derrotar. Muitos títulos também envolvem o jogador sendo capaz de desvendar mistérios sobre a existência de Pokémon Lendários ou Míticos.

### Criaturas e personagens

#### Treinador Pokémon
Os usuários de videogames são chamados de Treinador Pokémon. Seu objetivo é alcançar dois objetivos (na maioria dos jogos de Pokémon): capturar todas as espécies de Pokémon disponíveis na região fictícia onde o jogo está configurado e completar a informação de todos os Pokémon no Pokédex; Por outro lado, eles devem treiná-los e enfrentar outros Pokémon pertencentes a outros treinadores para demonstrar suas habilidades, força, talento e assim se tornar um "Mestre de Pokémon". Para conseguir isso, o treinador pokémon viajam por todas as regiões do mundo dos Pokémon, coletando "insignias de ginásio", que são obtidas após derrotar o respectivo Líderes de Ginásio, em uma batalha na qual ambos treinadores e o líder ginásio enfrentam seus Pokémon para testar suas habilidades especiais em uma batalha Pokémon.

#### Pokémon inicial

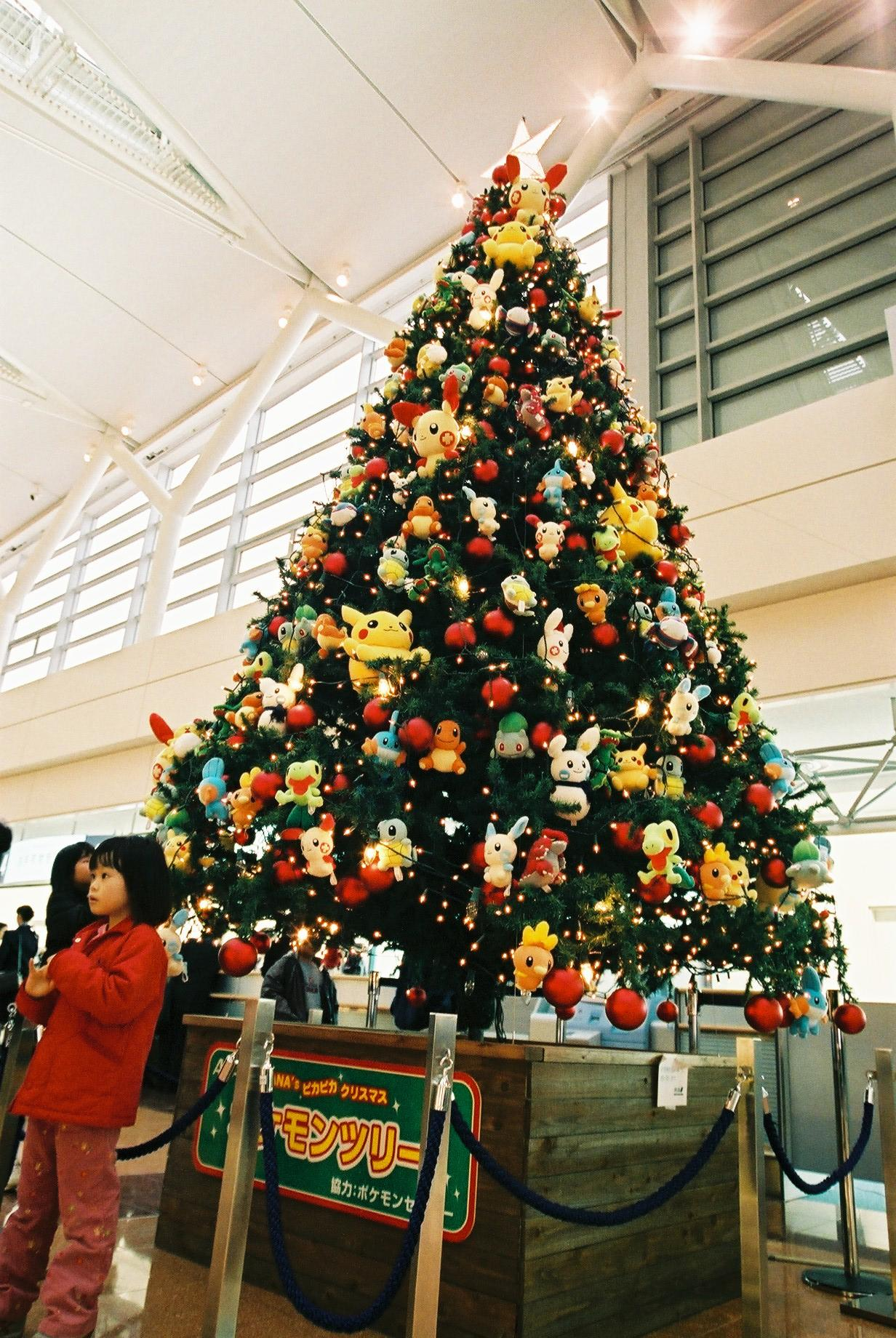
Uma árvore de Natal com vários Pokémon iniciais, incluindo Pikachu, Plusle e Minum.

Um dos aspectos constantes dos videojogos Pokémon desde a sua criação com Pokémon Red e Pokémon Blue (no Ocidente) para o console portátil Game Boy, até a versão mais recente, Pokémon UltaSun e UltraMoon para Nintendo 3DS, é que os jogadores, no início do jogo, recebem seus primeiros Pokémon como um presente do Professor Local (isso depende da região onde o jogo está definido), um personagem especialista em Pokémon.
Os treinadores recebem um Pokémon inicial para começar sua jornada no jogo. A quantidade estabelecida de iniciais Pokémon é três, das quais os treinadores podem escolher apenas um. Eles são sempre do tipo grama, tipo fogo e tipo água, um Pokémon por tipo. Por exemplo, nas versões Pokémon Red e Blue (e seus respectivos remakes, Pokémon FireRed e LeafGreen), o jogador tem a opção de escolha entre Bulbasaur (tipo grama), Charmander (tipo de fogo) e Squirtle (tipo de água).
No entanto, na Pokémon Yellow, o treinador recebe como seu Pokémon inicial, o Pikachu (famoso por ser o mascote da franquia e um pokémon do tipo elétrico). No entanto, após os lançamentos da Pokémon Red e Pokémon Blue, Pikachu pode ser obtido durante sua busca na trajetória do jogo por um único jogador, algo que não foi possível em qualquer outra entrega da franquia, até o lançamento do Pokémon X e Pokémon Y. Outro aspecto constante é que o rival do jogador, um personagem que também se torna um treinador ao mesmo tempo que o jogador, sempre escolherá um Pokémon que tenha uma vantagem sobre a do protagonista. Por exemplo: se o jogador escolher um pokémon tipo grama, o oponente sempre escolherá um pokémon tipo fogo como seu pokémon inicial. Em Pokémon Yellow, o oponente escolhe Eevee, que pode ser evoluído para um Jolteon, Vaporeon, ou Flareon, dependendo do resultado da batalha entre o jogador e o adversário no laboratório pokémon e um outro evento especifico.

### Tecnologia

#### Pokédex
O Pokédex no mundo fictício dos Pokémon é um dispositivo eletrônico que intervém nos videogames e nas séries de anime. Nos jogos, sua função é registrar os dados de um Pokémon. No manga e no anime, o Pokédex é uma enciclopédia eletrônica, que fornece ao treinador informações sobre um Pokémon que é desconhecido simplesmente expondo o Pokédex na frente dos pokémon.
Nos jogos de vídeo, um treinador recebe um Pokédex em branco no início de sua jornada. O objetivo é completar a informação de todos os Pokémon disponíveis na região onde você está. O treinador receberá o nome e a imagem do pokémon que foi encontrado. Em Pokémon Red e Blue, o Pokédex registra a informação de cada Pokémon com apenas ver. A informação mais detalhada sobre um Pokémon está disponível depois que o treinador capturou um Pokémon selvagem. Esta informação inclui tipo, altura, peso, técnicas e uma breve descrição dos Pokémon.
As versões atuais do Pokédex contêm todas as informações dos conhecidos Pokémon. Nos jogos de GameCube, Pokémon Colosseum e Pokémon XD: Gale of Darkness, o Pokémon Digital Assistant (PDA) é usado, o que é semelhante ao Pokédex.
Atualmente a Pokédex Nacional vai do Pokémon Número #001 Bulbasaur até o #1010 Iron Leaves.

### Regiões

#### Principais
São várias as regiões que apareceram nas diversas mídias da franquia Pokémon. Cada uma das nove gerações dos lançamentos da série principal se concentra em uma nova região. Além disso, várias regiões foram introduzidas em jogos spin-off e duas no anime Pokémon, embora a maioria delas ainda esteja dentro do mesmo universo fictício. Normalmente, as diferentes regiões não são acessíveis umas às outras por terra (ou de forma alguma em um único jogo). No entanto, Kanto pode ser acessado a partir de Johto e vice-versa via mar nas versões Pokémon Gold, Silver, Crystal, HeartGold e SoulSilver.
Cada região consiste em várias cidades e vilas que o jogador deve explorar para superar muitos desafios que o aguardam, como Ginásios, Concursos e equipe de vilões. Em diferentes locais dentro de cada região, o jogador pode encontrar diferentes tipos de Pokémon, além de itens e personagens úteis. Muitas regiões estão em continentes separados, com as regiões introduzidas anteriormente (Kanto, Johto, Hoenn e Sinnoh) baseadas em partes do Japão, com regiões posteriores baseadas em partes dos Estados Unidos (Unova e Alola), França (Kalos), o Reino Unido (Galar) e a Península Ibérica (Paldea).
| Região Pokémon                       | Local do mundo real que foi baseado                                          |
| ------------------------------------ | ---------------------------------------------------------------------------- |
| Kanto - Ilhas Sevii                  | Kantō, Japão - Ilhas Izu e Ilhas Ogasawara, Japan                            |
| Johto                                | Kansai, Japão                                                                |
| Hoenn                                | Kyushu, Japão                                                                |
| Sinnoh/Hisui - Zona de Batalha       | Hokkaido, Japão - Sacalina, Rússia                                           |
| Unova                                | Nova Iorque, Estados Unidos                                                  |
| Kalos                                | França Metropolitana                                                         |
| Alola                                | Havaí, Estados Unidos                                                        |
| Galar - Isle of Armor - Crown Tundra | Inglaterra e País de Gales, Reino Unido - Ilha de Man - Escócia, Reino Unido |
| Paldea                               | Espanha e Portugal (Península Ibérica)                                       |

##### Kanto
A região de Kanto é o cenário de Pokémon Red, Blue e Yellow e seus remakes, Pokémon FireRed, LeafGreen, Let's Go, Pikachu! e Let's Go, Eevee!. Baseado e nomeado após a região de Kantō no Japão, este cenário iniciou o precedente de basear a geografia e a cultura da região do jogo em um cenário do mundo real. Esta região também é visitada em Pokémon Gold, Silver, Crystal, HeartGold e SoulSilver.

##### Johto
A região de Johto é o cenário da segunda geração de jogos Pokémon, que inclui Pokémon Gold, Silver, Crystal e seus remakes, Pokémon HeartGold e SoulSilver. Novamente baseado em uma área do Japão, a geografia deste jogo é baseada nas áreas de Kansai, Tokai e Shikoku oriental do país. O cenário do jogo baseia-se na abundância de templos da região de Kansai, no projeto arquitetônico da região de Kansai e em suas paisagens geográficas, como o Monte Fuji e os redemoinhos de Naruto.

##### Hoenn
A região de Hoenn é o cenário da terceira geração de jogos Pokémon, que inclui Pokémon Ruby, Sapphire e Emerald, bem como seus remakes Pokémon Omega Ruby e Alpha Sapphire. Desta vez baseado na ilha japonesa de Kyushu; o mundo real e a região do jogo compartilham uma abundância de ilhas menores ao redor da ilha principal e um clima subtropical. Como Sinnoh, esta região é conhecida por ter uma grande variedade de ambientes naturais, como florestas tropicais e desertos.

##### Sinnoh
A região de Sinnoh é o cenário da quarta geração de jogos Pokémon, que engloba o cenário de Pokémon Diamond, Pearl e Platinum, bem como seus remakes Pokémon Brilliant Diamond e Shining Pearl e Pokémon Legends: Arceus. Baseia-se na ilha mais ao norte do Japão, Hokkaidō. A região deveria ter um ar "do norte", com algumas rotas totalmente cobertas de neve.

###### Zona de Batalha
A Zona de Batalha (japonês: バトルゾーン, Battle Zone) é uma sub-região de Sinnoh localizada em uma massa de terra separada a nordeste do continente. Três assentamentos estão localizados na Zona de Batalha: a Fight Area, que contém a entrada para a Battle Tower em Pokémon Diamond e Pearl e a Fronteira da Batalha em Pokémon Platinum; a Área do Resort, onde se encontra o Ribbon Syndicate; e finalmente a Área de Sobrevivência, lar em Platinum para o Campo de Batalha e a casa de um Tutor de Movimento.

##### Unova
A região de Unova é o cenário da quinta geração de jogos Pokémon, que engloba o cenário de Pokémon Black e White e suas sequências Pokémon Black 2 e White 2. Pela primeira vez na série principal, a região foi baseada em uma região fora do Japão, com Unova se inspirando na área metropolitana de Nova Iorque.

##### Kalos
A região de Kalos é o cenário da sexta geração de jogos Pokémon, onde acontecem os jogos Pokémon X e Y. Esta região é inspirada quase inteiramente na metade norte da França Metropolitana, com marcos como a Torre Eiffel e o Palácio de Versalhes tendo representações aqui, juntamente com um estilo francês de música e moda. De acordo com Junichi Masuda, o nome "Kalos" vem da palavra grega κάλλος, "beleza". A Liga Pokémon Kalos é baseada no Notre-Dame de Paris devido ao seu exterior semelhante a um castelo/catedral.

##### Alola
A região de Alola é o cenário da sétima geração de jogos Pokémon, que inclui Pokémon Sun, Moon, Ultra Sun e Ultra Moon. Esta região é baseada no Havaí, marcando a segunda vez que um cenário de jogo Pokémon de entrada principal foi inspirado em um estado dos EUA. O próprio nome é uma brincadeira com aloha, a palavra havaiana para "olá" e "adeus".

##### Galar
A região de Galar é o cenário da oitava geração de jogos Pokémon, onde acontecem os jogos Pokémon Sword e Shield. Esta região é inspirada principalmente na Grã-Bretanha (principalmente Inglaterra e partes da Escócia), apresentando marcos inspirados no Big Ben e na Muralha de Adriano. Duas áreas adicionais, The Isle of Armor e The Crown Tundra, são baseadas na Ilha de Man e na Escócia, respectivamente. A região de Galar também foi introduzida em Pokémon Journeys.

##### Paldea
A região de Paldea é o cenário da nona geração dos jogos Pokémon, que inclui Pokémon Scarlet e Violet. A região parece estar baseada na Península Ibérica, que abrange Espanha e Portugal.

## Franquia

### Jogos eletrônicos

Pokémon Red & Blue para o Game Boy (topo) foi refeito para o Game Boy Advance como Pokémon FireRed & LeafGreen (abaixo).

| 1996 | Red & Green                               |
| 1996 | Blue                                      |
| 1997 |                                           |
| 1998 | Red & Blue                                |
| 1998 | Yellow                                    |
| 1999 | Gold & Silver                             |
| 2000 | Crystal                                   |
| 2001 |                                           |
| 2002 | Ruby & Sapphire                           |
| 2003 |                                           |
| 2004 | FireRed & LeafGreen                       |
| 2004 | Emerald                                   |
| 2005 |                                           |
| 2006 | Diamond & Pearl                           |
| 2007 |                                           |
| 2008 | Platinum                                  |
| 2009 | HeartGold & SoulSilver                    |
| 2010 | Black & White                             |
| 2011 |                                           |
| 2012 | Black 2 & White 2                         |
| 2013 | X & Y                                     |
| 2014 | Omega Ruby & Alpha Sapphire               |
| 2015 |                                           |
| 2016 | Sun & Moon                                |
| 2017 | Ultra Sun & Ultra Moon                    |
| 2018 | Let's Go, Pikachu! & Let's Go, Eevee!     |
| 2019 | Sword & Shield                            |
| 2020 |                                           |
| 2021 | Pokémon Brilliant Diamond e Shining Pearl |
| 2022 | Legends: Arceus                           |
| 2022 | Scarlet & Violet                          |
| 2023 |                                           |
| 2024 |                                           |
| 2025 | Pokémon Legends: Z-A                      |

| Geração                    | Título                                         | Sistema          | Data de exibição |
| -------------------------- | ---------------------------------------------- | ---------------- | --- |
| Geração I 1996–1999        | Pocket Monsters: Red e Green                   | Game Boy         | 27 de fevereiro de 1996JP                                                                                             |
| Geração I 1996–1999        | Pocket Monsters: Blue                          | Game Boy         | 15 de outubro de 1996JP                                                                                               |
| Geração I 1996–1999        | Pokémon Red e Blue                             | Game Boy         | 28 de setembro de 1998AN 23 de outubro de 1998AUS 5 de outubro de 1999EU                                              |
| Geração I 1996–1999        | Pokémon Yellow                                 | Game Boy         | 12 de setembro de 1998JP 19 de outubro de 1999AN 3 de setembro de 1999AUS 16 de junho de 2000EU                       |
| Geração II 1999–2002       | Pokémon Gold e Silver                          | Game Boy Color   | 21 de novembro de 1999JP 13 de outubro de 2000AUS 14 de outubro de 2000AN 6 de abril de 2001EU 23 de abril de 2002CO  |
| Geração II 1999–2002       | Pokémon Crystal                                | Game Boy Color   | 14 de dezembro de 2000JP 29 de julho de 2001AN 30 de setembro de 2001AUS 2 de novembro de 2001EU                      |
| Geração III 2002–2006      | Pokémon Ruby e Sapphire                        | Game Boy Advance | 21 de novembro de 2002JP 18 de março de 2003AN 3 de abril de 2003AUS 25 de julho de 2003EU                            |
| Geração III 2002–2006      | Pokémon FireRed e LeafGreen                    | Game Boy Advance | 29 de janeiro de 2004JP 7 de setembro de 2004AN 23 de setembro de 2004AUS 1 de outubro de 2004EU                      |
| Geração III 2002–2006      | Pokémon Emerald                                | Game Boy Advance | 16 de setembro de2004JP 30 de abril de 2005AN 9 de junho de 2005AUS 21 de outubro de 2005EU                           |
| Geração IV 2006–2010       | Pokémon Diamond e Pearl                        | Nintendo DS      | 28 de setembro de 2006JP 22 de abril de 2007AN 21 de junho de 2007AUS 27 de julho de 2007EU 14 de fevereiro de 2008CO |
| Geração IV 2006–2010       | Pokémon Platinum                               | Nintendo DS      | 13 de setembro de 2008JP 22 de março de 2009AN 14 de maio de 2009AUS 22 de maio de 2009EU 2 de julho de 2009CO        |
| Geração IV 2006–2010       | Pokémon HeartGold e SoulSilver                 | Nintendo DS      | 12 de setembro de 2009JP 4 de fevereiro de 2010CO 14 de março de 2010AN 25 de março de 2010AUS 26 de março de 2010EU  |
| Geração V 2010–2013        | Pokémon Black e White                          | Nintendo DS      | 18 de setembro de 2010JP 4 de março de 2011EU 6 de março de 2011AN 10 de março de 2011AUS 21 de abril de 2011CO       |
| Geração V 2010–2013        | Pokémon Black 2 e White 2                      | Nintendo DS      | 23 de junho de 2012JP 7 de outubro de 2012AN 11 de outubro de 2012AUS 12 de outubro de 2012EU                         |
| Geração VI 2013–2016       | Pokémon X e Y                                  | Nintendo 3DS     | 12 de outubro de 2013WW                                                                                               |
| Geração VI 2013–2016       | Pokémon Omega Ruby e Alpha Sapphire            | Nintendo 3DS     | 21 de novembro de 2014JP, AN, AUS 28 de novembro de 2014EU                                                            |
| Geração VII 2016–2019      | Pokémon Sun e Moon                             | Nintendo 3DS     | 18 de novembro de 2016JP, AN, AUS 23 de novembro de 2016EU                                                            |
| Geração VII 2016–2019      | Pokémon Ultra Sun e Ultra Moon                 | Nintendo 3DS     | 17 de novembro de 2017WW                                                                                              |
| Geração VII 2016–2019      | Pokémon: Let's Go, Pikachu! e Let's Go, Eevee! | Nintendo Switch  | 16 de novembro de 2018WW                                                                                              |
| Geração VIII 2019–presente | Pokémon Sword e Shield                         | Nintendo Switch  | 15 de novembro de 2019WW                                                                                              |
| Geração VIII 2019–presente | Pokémon Brilliant Diamond e Shining Pearl      | Nintendo Switch  | 19 de novembro de 2021WW                                                                                              |
| Geração VIII 2019–presente | Pokémon Legends: Arceus                        | Nintendo Switch  | 28 de janeiro de 2022WW                                                                                               |
| Geração IX 2022–presente   | Pokémon Scarlet e Violet                       | Nintendo Switch  | 18 de novembro de 2022WW                                                                                              |
| Geração IX 2022–presente   | Pokémon Legends: Z-A                           | Nintendo Switch  | Final de 2025WW |

### Anime
| Série              | Série                                   | Geração  | Temporada                        | Exibição original      | Exibição original      | Episódios |
| Série              | Série                                   | Geração  | Temporada                        | Estreia                | Final                  | Episódios |
| ------------------ | --------------------------------------- | -------- | -------------------------------- | ---------------------- | ---------------------- | --------- |
|                    | O Início/Ouro e Prata (Original series) | Primeira | Liga Índigo                      | 1 de abril de 1997     | 21 de janeiro de 1999  | 1-82      |
|                    | O Início/Ouro e Prata (Original series) | Primeira | Aventuras nas Ilhas Laranja      | 28 de janeiro de 1999  | 7 de outubro de 1999   | 83-118    |
|                    | O Início/Ouro e Prata (Original series) | Segunda  | A Jornada Johto                  | 14 de outubro de 1999  | 27 de julho de 2000    | 119-159   |
|                    | O Início/Ouro e Prata (Original series) | Segunda  | Campeões da Liga Johto           | 3 de agosto de 2000    | 2 de agosto de 2001    | 160-211   |
|                    | O Início/Ouro e Prata (Original series) | Segunda  | Master Quest                     | 9 de agosto de 2001    | 14 de novembro de 2002 | 212-276   |
|                    | Rubi e Safira (Advanced Generation)     | Terceira | Avançado                         | 21 de novembro de 2002 | 28 de agosto de 2003   | 277-316   |
|                    | Rubi e Safira (Advanced Generation)     | Terceira | Desafio Avançado                 | 4 de setembro de 2003  | 2 de setembro de 2004  | 317-368   |
|                    | Rubi e Safira (Advanced Generation)     | Terceira | Batalha Avançada                 | 9 de setembro de 2004  | 29 de setembro de 2005 | 369-422   |
|                    | Rubi e Safira (Advanced Generation)     | Terceira | Batalha da Fronteira             | 6 de outubro de 2005   | 14 de setembro de 2006 | 423-469   |
|                    | Diamante e Pérola (Diamond & Pearl)     | Quarta   | Diamante e Pérola                | 28 de setembro de 2006 | 25 de outubro de 2007  | 470-521   |
|                    | Diamante e Pérola (Diamond & Pearl)     | Quarta   | Batalha Dimensional              | 8 de novembro de 2007  | 4 de dezembro de 2008  | 522-573   |
|                    | Diamante e Pérola (Diamond & Pearl)     | Quarta   | Batalhas Galácticas              | 4 de dezembro de 2008  | 24 de dezembro de 2009 | 574-626   |
|                    | Diamante e Pérola (Diamond & Pearl)     | Quarta   | Vencedores da Liga Sinnoh        | 7 de janeiro de 2010   | 9 de setembro de 2010  | 627-660   |
|                    | Preto e Branco (Black & White)          | Quinta   | Preto e Branco                   | 23 de setembro de 2010 | 15 de setembro de 2011 | 661-710   |
|                    | Preto e Branco (Black & White)          | Quinta   | Destinos Rivais                  | 22 de setembro de 2011 | 4 de outubro de 2012   | 711-759   |
|                    | Preto e Branco (Black & White)          | Quinta   | Aventuras em Unova (e Mais Além) | 11 de outubro de 2012  | 26 de setembro de 2013 | 760-804   |
|                    | XY                                      | Sexta    | A Série XY                       | 17 de outubro de 2013  | 30 de outubro de 2014  | 805-853   |
|                    | XY                                      | Sexta    | Desafio em Kalos (XY 2)          | 6 de novembro de 2014  | 22 de outubro de 2015  | 854-897   |
|                    | XY                                      | Sexta    | XY & Z                           | 29 de outubro de 2015  | 3 de novembro de 2016  | 898-944   |
|                    | Sol e Lua (Sun and Moon)                | Sétima   | Sol & Lua                        | 17 de novembro de 2016 | 21 de setembro de 2017 | 945-987   |
|                    | Sol e Lua (Sun and Moon)                | Sétima   | Ultra Aventuras                  | 5 de outubro de 2017   | 14 de outubro de 2018  | 988-1036  |
|                    | Sol e Lua (Sun and Moon)                | Sétima   | Ultra Lendas                     | 21 de outubro de 2018  | 3 de novembro de 2019  | 1037-1090 |
|                    | Jornadas (Journeys)                     | Oitava   | Jornadas                         | 17 de novembro de 2019 | 4 de dezembro de 2020  | 1091-1138 |
|                    | Jornadas (Journeys)                     | Oitava   | Jornadas de Mestre               | 11 de dezembro de 2020 | 10 de dezembro de 2021 | 1139-1186 |
|                    | Jornadas (Journeys)                     | Oitava   | Jornadas Supremas                | 17 de dezembro de 2021 | 16 de dezembro de 2022 | 1187-1237 |
|                    | Horizontes (Horizons)                   | Nona     | Horizontes                       | 14 de abril de 2023    | 29 de março de 2024    | 1238-1283 |
|                    | Horizontes (Horizons)                   | Nona     | A Busca por Laqua                | 12 de abril de 2024    | presente               | 1284-?    |
| Total de Episódios |                                         |          |                                  |                        |                        | 1315      |